# Kaskode
Die Kaskodenschaltung (nicht zu verwechseln mit der Kaskadenschaltung) ist eine elektrische Verstärkerschaltung mit mindestens zwei Elektronenröhren oder Transistoren, die in Serie geschaltet sind. Hauptvorteil ist der verschwindend geringe Millereffekt, der eine höhere Bandbreite erlaubt, aber auch hoher Eingangs- und Ausgangswiderstand.
Das Wort Kaskode ist ein Kofferwort und entstand 1939 aus dem Begriff „Kaskade zur Kathode“, was die Reihenschaltung der beiden Kathoden bei den ursprünglich eingesetzten Elektronenröhren andeuten soll. Die Schaltung wurde 1939 in einer Arbeit von F.V. Hunt und R.W. Hickman erstmals zur Spannungsstabilisierung beschrieben.

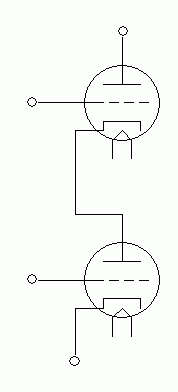
Kaskodenschaltung mit Elektronenröhren

## Aufbau mit Röhren
In der historischen Realisierungsform mit Elektronenröhren besteht sie aus zwei Trioden, wobei die erste Stufe – eine normale Kathodenbasisschaltung – galvanisch an die zweite Stufe, eine Gitterbasisschaltung, gekoppelt ist. Dadurch vereinigt diese Schaltung zwei Vorteile: hoher Eingangswiderstand bei verschwindend geringer Rückwirkung, weil das Steuergitter der zweiten Röhre als Abschirmung wirkt. Da Trioden verwendet werden, ist das Rauschen erheblich geringer als bei Pentoden, weshalb diese Form als Eingangsstufe der ersten (noch mit Elektronenröhren bestückten) Fernsehempfänger verwendet wurde.

## Aufbau mit Transistoren

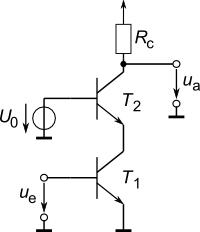
Kaskodenschaltung mit npn Bipolartransistoren.

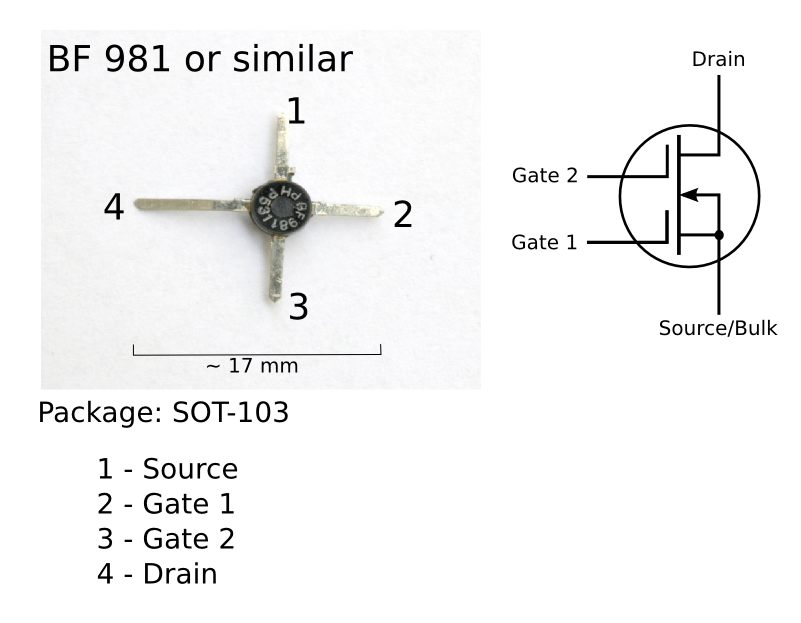
Darstellung eines Dual-Gate-MOSFET BF981, der eine integrierte Kaskodenschaltung aus zwei MOSFETs ist.

Die Kaskodenschaltung kann auch mit Transistoren wie in nebenstehender Schaltskizze mit Bipolartransistoren gebildet werden. Hier arbeitet der Eingangstransistor T1 in Emitterschaltung und der Ausgangstransistor T2 in Basisschaltung mit Stromsteuerung. 
Die zweite Stufe, der Transistor T2 in Basisschaltung, hat am Emitteranschluss einen niedrigen Eingangswiderstand, wodurch eine geringe negative Spannungsverstärkung der ersten Stufe resultiert und der Millereffekt stark reduziert wird. Dabei wird die Rückwirkung des Ausgangs auf den Eingang besonders im Hochfrequenz-Bereich sehr stark verringert und die nutzbare Bandbreite von RC-Verstärkern in Oszilloskopen steigt erheblich. Der maximale Ausgangswiderstand wird vergrößert, während der Eingangswiderstand bei Gleichstrom nahezu identisch der Emitterschaltung bleibt.
Das untere Verstärkerelement muss nur eine geringe Sperrspannung besitzen, während das obere eine hohe Sperrspannung bei geringer Stromverstärkung haben kann. Das kommt den Spezifikationen vieler Verstärker-Elemente entgegen, wenn es darum geht, hohe Spannungen schnell zu schalten. Optimale Eigenschaften werden erreicht, wenn für T1 ein Leistungs-MOSFET gewählt wird.
Auch Kombinationen aus Transistor (unten) und Elektronenröhre (oben) sind möglich, wobei der Transistor eine Spannungsverstärkung von ca. −100 erreicht. Damit ist es möglich, hohe Spannungen bis einige 10 kV zu schalten, ohne die hohe Steuerspannung der Röhre (einige 10 V) erzeugen zu müssen.
Dual-Gate-MOSFETs sind integrierte Reihenschaltungen zweier Feldeffekttransistoren; sie besitzen so geringe Rückwirkungen, dass damit UKW-Verstärker ohne Neutralisation gebaut werden können. In Mischstufen von Überlagerungsempfängern wird die Oszillatorspannung an das obere Gate 2 geführt, wodurch der MOSFET ähnliche Eigenschaften wie eine Hexode besitzt, aber erheblich weniger rauscht.